# Rejon tasiejewski
Rejon tasiejewski (ros. Тасе́евский райо́н, Tasiejewskij rajon) – rejon administracyjny i komunalny Kraju Krasnojarskiego w Rosji. Centrum administracyjnym rejonu jest wieś Tasiejewo, której ludność stanowi 56,4% populacji rejonu. Został on utworzony 4 kwietnia 1924 roku.

## Położenie
Rejon ma powierzchnię 9 923 km² i znajduje się w środkowo-wschodniej części Kraju Krasnojarskiego, granicząc na północy z rejonem motygińskim i rejonem boguczańskim, na wschodzie z rejonem abańskim, na południowym wschodzie z rejonem dzierżyńskim, na południu z rejonem suchobuzimskim, a na  zachodzie z rejonem bolszemurtyńskim i rejonem kazaczyńskim.

Przez rejon przepływa rzeka Tasiejewa.

## Ludność
W 1989 roku rejon ten liczył  mieszkańców 18 707, w 2002 roku 15 275, w 2010 roku 13 255, a w 2011 zaludnienie wyniosło 14 785 osób.

## Podział administracyjny
Administracyjnie rejon dzieli się na 8 sielsowietów.